# 上田創造館
上田創造館（うえだそうぞうかん）は長野県上田市上田原にある文化施設。

## 概要
1986年、長野県上田地域の民俗に関する資料を展示するために開館。運営主体は一般財団法人上田市地域振興事業団。

## 施設
1階
- 文化ホール
- 研修室
- 民俗資料館
- 体育館

2階
- 美術館
- コミュニティホール

3階
- 上田市立上田図書館 創造館分室
- 視聴覚室

4階
- プラネタリウム
- 科学実験室
- パソコン室

屋上
- 天体観測室

## 利用情報
- 開館時間：午前9時 - 午後10時
- 休館日：12月29日 - 1月3日
- 入館料：無料
- 利用料：各施設ごとに設定

## 所在地
- 〒386-1102 長野県上田市上田原1640番地

## アクセス
- 上田電鉄別所線赤坂上駅 徒歩で約10分
- 上信越自動車道上田菅平インターチェンジ 車で約20分